# Kojbalsteppe
De Kojbalsteppe (Russisch: Койбальская степь; Kojbalskaja step) is een steppe in de Minoesinskdepressie in het interfluvium van de Jenisej en de benedenloop van de Abakan in de Russische autonome deelrepubliek Chakassië. De steppe heeft een licht golvend verloop met een gemiddelde hoogte van 300 tot 400 meter (sommige heuvels rijzen op tot 600 meter) en telt veel afvoerloze holten, waarvan een gedeelte is gevuld met zoute meertjes. Op de niet gecultiveerde delen groeien alsem en lampenpoetsersgras op kastanjebodems.